# Montesquieu-Lauragais
Montesquieu-Lauragais es una pequeña localidad y comuna francesa situada en el departamento de Alto Garona y la región de Mediodía-Pirineos, en el Lauragais.

## Demografía
| 680 | 646 | 564 | 654 | 742 | 846 |
| Para los censos de 1962 a 1999 la población legal corresponde a la población sin duplicidades (Fuente: INSEE [Consultar]) |     |     |     |     |     |